# Stefano Baneti
Stefano Baneti (Paramaribo, 2 juli 1989) is een Surinaams voormalig voetballer die speelde als middenvelder.

## Carrière
Baneti speelde acht seizoenen voor Inter Moengotapoe tussen 2008 en 2015, hij won met hen vijf landstitels en een beker. Hij maakte daarna in het seizoen 2015/16 de overstap naar SV Walking Boyz waar hij anderhalf seizoen speelde. Hij sloot zijn carrière af bij SV Broki waar hij nog twee seizoenen speelde.
Hij speelde achttien interlands voor Suriname tussen 2010 en 2012 en scoorde een doelpunt.

## Erelijst
- SVB-Eerste Divisie: 2009/10, 2010/11, 2012/13, 2013/14, 2014/15
- Surinaamse voetbalbeker: 2011/12